# Barbara, l'entre-deux-monde
Barbara, l'entre-deux-monde (バルバラ異界, Barubara Ikai) est un shōjo manga de science-fiction écrit et dessiné par Moto Hagio. L'histoire se situe dans un futur proche où une jeune femme, dans le coma après avoir ingéré le cœur de ses deux parents, manifeste des capacités poltergeist en lien avec une île nommée Barbara.
Le manga est pré-publié dans le magazine Monthly Flowers entre 2002 et 2005 et est compilé sous la forme de quatre volumes reliés. Il est récompensé en 2006 par le grand prix Nihon SF. Il est publié en France en deux tomes à partir de 2024 par Akata dans la collection Héritages.

## Synopsis
Au Japon en 2052, la réalité et le rêve s'entremêlent autour d'Aoba Jūjō, une jeune femme de 16 ans qui se trouve depuis sept ans dans le coma après avoir ingéré le cœur de ses deux parents. Tokio Watarai est un chercheur capable de pénétrer dans les rêves des personnes. Il est chargé par la famille éloignée d'Aoba de pénétrer dans les rêves de la jeune fille. Il y découvre une île habitée par des personnes qui semblent avoir une personnalité propre. Cette île est nommée Barbara et semble être située dans un futur où a récemment eu lieu une guerre entre la Terre et Mars.
De retour dans la réalité, Tokio découvre que Barbara apparaît sporadiquement sur les images satellites de la Terre et surtout que son fils, Taka, prétend partager le rêve de cette île. Le mystère s'épaissit rapidement lorsque entre en jeu Ezra Strady, le grand-père d'Aoba, un immunologue qui s'est depuis reconverti dans l'exobiologie martienne et qui semble partager un lien de parenté avec Sera Johannes, un vieux prêtre qui a provoqué le divorce entre Tokio et sa femme. Puis lorsqu'un jeune homme élevé dans un orphelinat dirigé par le même Johannes prétend avoir grandi avec Taka dans l'orphelinat.
Ceci alors que l'actualité fait état d'incidents inquiétants à propos des colonies martiennes.

## Conception
L'idée de Barbara, l'entre-deux-monde est venue à Moto Hagio après la lecture de la nouvelle Goldias no Musubime (ゴルディアスの結び目, Gorudiasu no Musubime) de Sakyō Komatsu, une des plus anciennes histoires de science-fiction psychologique où une femme développe des pouvoirs parapsychologiques après avoir mangé le cœur d'un homme. Pour développer son idée elle se documente en lisant divers ouvrages tels que The Generative Enterprise Revisited du linguiste Noam Chomsky, Phantoms in the Brain du neuroscientifique Vilayanur S. Ramachandran ou encore Why God Won't Go Away: Brain Science and the Biology of Belief du neuroscientifique Andrew B. Newberg. Auxquels elle ajoute ses intérêts du moment tels que la relation entre l'océan et l'espace ou l'impact de l'alimentation sur le cerveau.

## Publication
Le manga est pré-publié dans le magazine de shōjo manga Monthly Flowers de septembre 2002 à août 2005 pour un total de 24 épisodes. Shōgakukan compile les épisodes dans quatre volumes reliés entre 2003 et 2005 sous le label Flowers comics,.
Akata annonce pendant la Japan Expo 2023 qu'elle éditera le manga en France, en deux volumes. Ils sortent en 2024.

## Réception
En 2006 le manga est récompensé par le 27e grand prix Nihon SF.